# Патриша Нил
Патриша Нил (енгл. Patricia Neal; Пакард, 20. јануар 1926 — Едгартаун, 8. август 2010) је била америчка глумица.